# Синицевка
Синицевка (укр. Синицівка) — село в Благовещенской городской общине Голованевского района Кировоградской области Украины.
Население по переписи 2001 года составляло 494 человека. Почтовый индекс — 26433. Телефонный код — 5259.

## История
В 1945 г. Указом ПВС УССР село Молдаванка переименовано в Синицевку.
До 2020 года село входило в Благовещенский район